# Polyclypeolina brideliae
Polyclypeolina brideliae är en svampart som först beskrevs av Clifford George Hansford, och fick sitt nu gällande namn av Augusto Chaves Batista 1959. Polyclypeolina brideliae ingår i släktet Polyclypeolina och familjen Aulographaceae.   Inga underarter finns listade i Catalogue of Life.